# ブックエンド (サイモン&ガーファンクルのアルバム)
『ブックエンド』（Bookends）は、サイモン&ガーファンクルが1968年に発表したアルバム。
『ローリング・ストーン』誌が選んだ「オールタイム・グレイテスト・アルバム500」（2012年版）において234位にランクインした。

## 解説
アルバム前半（LPのA面）の7曲は、アメリカの現実をテーマとした組曲となっており、「ブックエンドのテーマ」のインストゥルメンタル・ヴァージョンと歌入りのヴァージョンに挟まれる形となっている。このような構成にした理由の一つに、「3分というリスナーが1曲に集中できる時間を引き延ばせるようにしたい」というポール・サイモンの思惑があったようである。モーグ・シンセサイザーを使用した「わが子の命を救いたまえ」、ニューヨークやロサンゼルスで録音した老人たちの会話を編集したサウンド・コラージュ「老人の会話」等、実験的な音作りがなされた。
後半（B面）のうち「冬の散歩道」「動物園にて」「フェイキン・イット」は既発のシングル曲。「ミセス・ロビンソン」は、映画『卒業』（監督：マイク・ニコルズ）のサウンドトラック・アルバムに初収録され、本作にも1968年2月に録音された新ヴァージョンが収録された。同曲は、本アルバムと同時期にシングルとしてリリースされ、サイモン&ガーファンクルにとって2作目の全米1位獲得シングルとなった。なお、サイモン&ガーファンクルが『卒業』のサウンドトラックを依頼された際、最初に提供しようとしたのは「オーバース」と「パンキーのジレンマ」だったが、マイク・ニコルズの判断により、これら2曲は使用されなかった。
ジャケットの写真はリチャード・アヴェドンが撮影した。
本作は、自身も参加したサウンドトラック・アルバム『卒業-オリジナル・サウンドトラック』を追い落とす形で全米1位を獲得、合計7週に渡って1位となった。イギリスでも、サイモン&ガーファンクルにとって初となる1位獲得を果たした。

## 収録曲
特記なき楽曲はポール・サイモン作詞・作曲。1.はインストゥルメンタル。
Side 1
1. ブックエンドのテーマ - Bookends Theme - 0:32
2. わが子の命を救いたまえ - Save the Life of My Child - 2:49
3. アメリカ - America - 3:34
4. オーバース - Overs - 2:14
5. 老人の会話 - Voices of Old People (Paul Simon, Art Garfunkel) - 2:09
6. 旧友 - Old Friends - 2:36
7. ブックエンドのテーマ - Bookends Theme - 1:16

Side 2
1. フェイキン・イット - Fakin' It - 3:14
2. パンキーのジレンマ - Punky's Dilemma - 2:10
3. ミセス・ロビンソン - Mrs. Robinson - 4:02
4. 冬の散歩道 - A Hazy Shade of Winter - 2:17
5. 動物園にて[7] - At the Zoo - 2:21

### 2001年リマスター盤ボーナス・トラック
「君の可愛い嘘」は1967年のシングル「フェイキン・イット」のB面曲。
1. 君の可愛い嘘[8] - You Don't Know Where Your Interest Lies - 2:19
2. 旧友 (未発表デモテイク) - Old Friends (Demo) - 2:11